# Saasenheim
Ne doit pas être confondu avec Sassenheim ou Sessenheim.
Saasenheim [sazənaim] est une commune française située dans la circonscription administrative du Bas-Rhin et, depuis le 1er janvier 2021, dans le territoire de la Collectivité européenne d'Alsace, en région Grand Est.
Cette commune se trouve dans la région historique et culturelle d'Alsace.

## Géographie

### Localisation

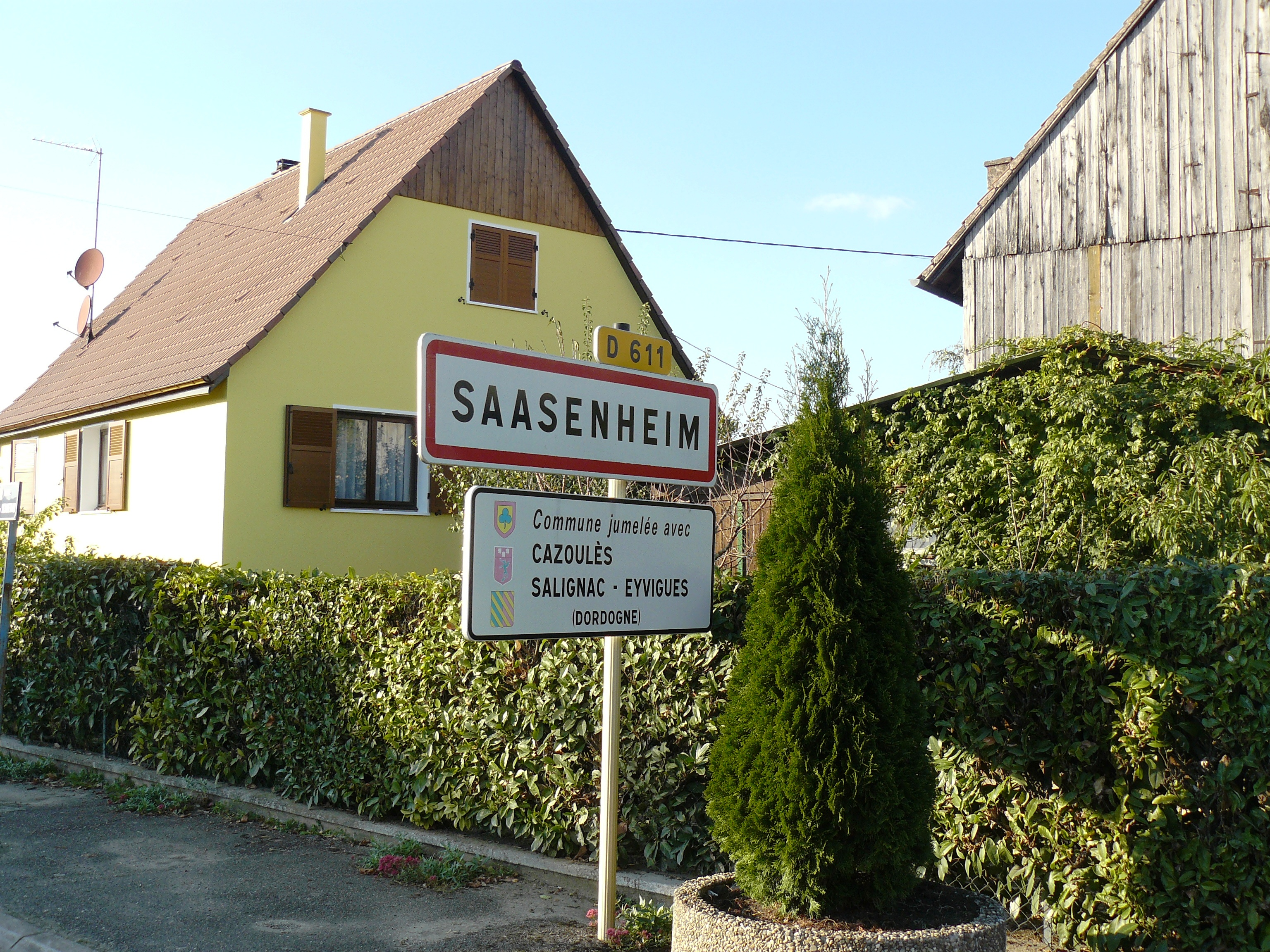
Entrée du village de Saasenheim.

Saasenheim se situe dans la plaine d'Alsace, dans le ried de l'Alsace centrale à 45 km au sud de Strasbourg, 15 km à l'est de Sélestat et 10 km au nord de Marckolsheim. La commune est entourée des villages de Richtolsheim au sud-ouest, Sundhouse au nord-ouest et Schœnau au sud-est. La route départementale 468 reliant Strasbourg à Neuf-Brisach traverse la commune du nord au sud. Le ban communal est composé de deux parties, dont une enclave au cœur de Sundhouse qui correspond à l'ancien village disparu de Linkenheim. Les terres agricoles (maïs et blé) occupent plus de 75 % de la surface communale.
La rivière l'Ischert arrose la commune.
| Sundhouse | Sundhouse  | Sundhouse |
| Sundhouse | Saasenheim | Sundhouse |
| Sundhouse | Sundhouse  | Sundhouse |

### Hydrographie

#### Réseau hydrographique
La commune est dans le bassin versant du Rhin au sein du bassin Rhin-Meuse. Elle est drainée par le ruisseau l'Ischert,.
L'Ischert, d'une longueur de 26 km, prend sa source dans la commune de Artzenheim et se jette  dans la canal d'alimentation du Bassin de Plobsheim à Diebolsheim, après avoir traversé onze communes. 

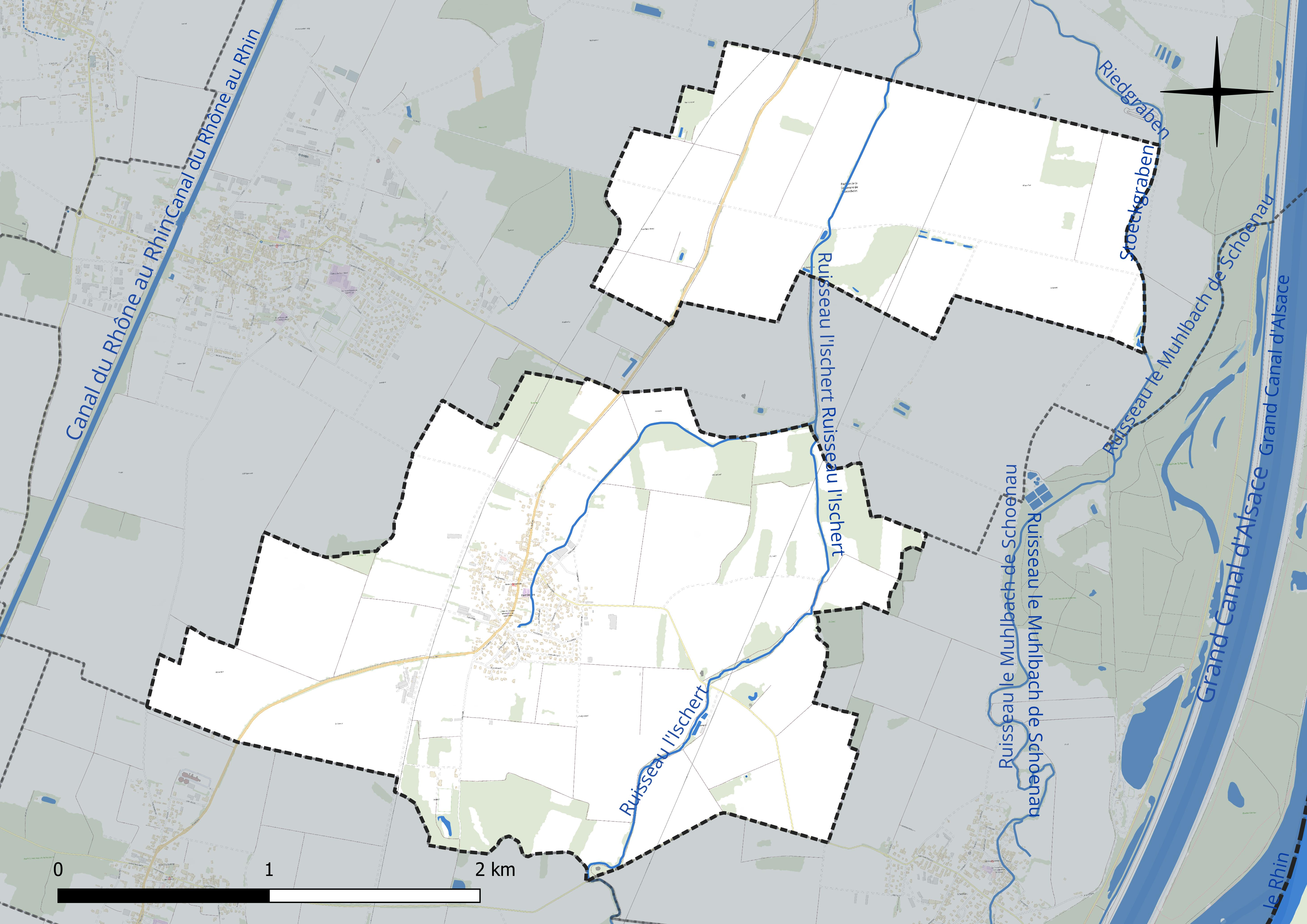
Réseau hydrographique de Saasenheim.

#### Gestion et qualité des eaux
Le territoire communal est couvert par le schéma d'aménagement et de gestion des eaux (SAGE) « Ill Nappe Rhin ». Ce document de planification concerne la nappe phréatique rhénane, les cours d'eau de la plaine d'Alsace et du piémont oriental du Sundgau, les canaux situés entre l'Ill et le Rhin et les zones humides de la plaine d'Alsace. Le périmètre s’étend sur 3 596 km2. Il a été approuvé le 17 janvier 2005. La structure porteuse de l'élaboration et de la mise en œuvre est la région Grand Est. 
La qualité des cours d’eau peut être consultée sur un site dédié géré par les agences de l’eau et l’Agence française pour la biodiversité. 

### Climat
Pour des articles plus généraux, voir Climat du Grand Est et Climat du Bas-Rhin.
En 2010, le climat de la commune est de type climat océanique altéré, selon une étude du Centre national de la recherche scientifique s'appuyant sur une série de données couvrant la période 1971-2000. En 2020, Météo-France publie une typologie des climats de la France métropolitaine dans laquelle la commune est exposée à un climat semi-continental et est dans la région climatique  Alsace, caractérisée par une pluviométrie faible, particulièrement en automne et en hiver, un été chaud et bien ensoleillé, une humidité de l’air basse au printemps et en été, des vents faibles et des brouillards fréquents en automne (25 à 30 jours). 
Pour la période 1971-2000, la température annuelle moyenne est de 10,6 °C, avec une amplitude thermique annuelle de 17,7 °C. Le cumul annuel moyen de précipitations est de 614 mm, avec 7,8 jours de précipitations en janvier et 9,2 jours en juillet. Pour la période 1991-2020, la température moyenne annuelle observée sur la station météorologique de Météo-France la plus proche, « Sélestat Sa », sur la commune de Sélestat à 12 km à vol d'oiseau, est de 11,4 °C et le cumul annuel moyen de précipitations est de 621,1 mm. 
La température maximale relevée sur cette station est de 39,3 °C, atteinte le 13 août 2003 ; la température minimale est de −17 °C, atteinte le 20 décembre 2009,,. 
Les paramètres climatiques de la commune ont été estimés pour le milieu du siècle (2041-2070) selon différents scénarios d'émission de gaz à effet de serre à partir des nouvelles projections climatiques de référence DRIAS-2020. Ils sont consultables sur un site dédié publié par Météo-France en novembre 2022.

## Urbanisme

### Typologie
Au 1er janvier 2024, Saasenheim est catégorisée bourg rural, selon la nouvelle grille communale de densité à sept niveaux définie par l'Insee en 2022.
Elle est située hors unité urbaine et hors attraction des villes,.

### Occupation des sols
L'occupation des sols de la commune, telle qu'elle ressort de la base de données européenne d’occupation biophysique des sols Corine Land Cover (CLC), est marquée par l'importance des territoires agricoles (94,6 % en 2018), une proportion sensiblement équivalente à celle de 1990 (94,4 %). La répartition détaillée en 2018 est la suivante : 
terres arables (87,4 %), zones agricoles hétérogènes (7,2 %), zones urbanisées (5,3 %), forêts (0,1 %). L'évolution de l’occupation des sols de la commune et de ses infrastructures peut être observée sur les différentes représentations cartographiques du territoire : la carte de Cassini (XVIIIe siècle), la carte d'état-major (1820-1866) et les cartes ou photos aériennes de l'IGN pour la période actuelle (1950 à aujourd'hui).

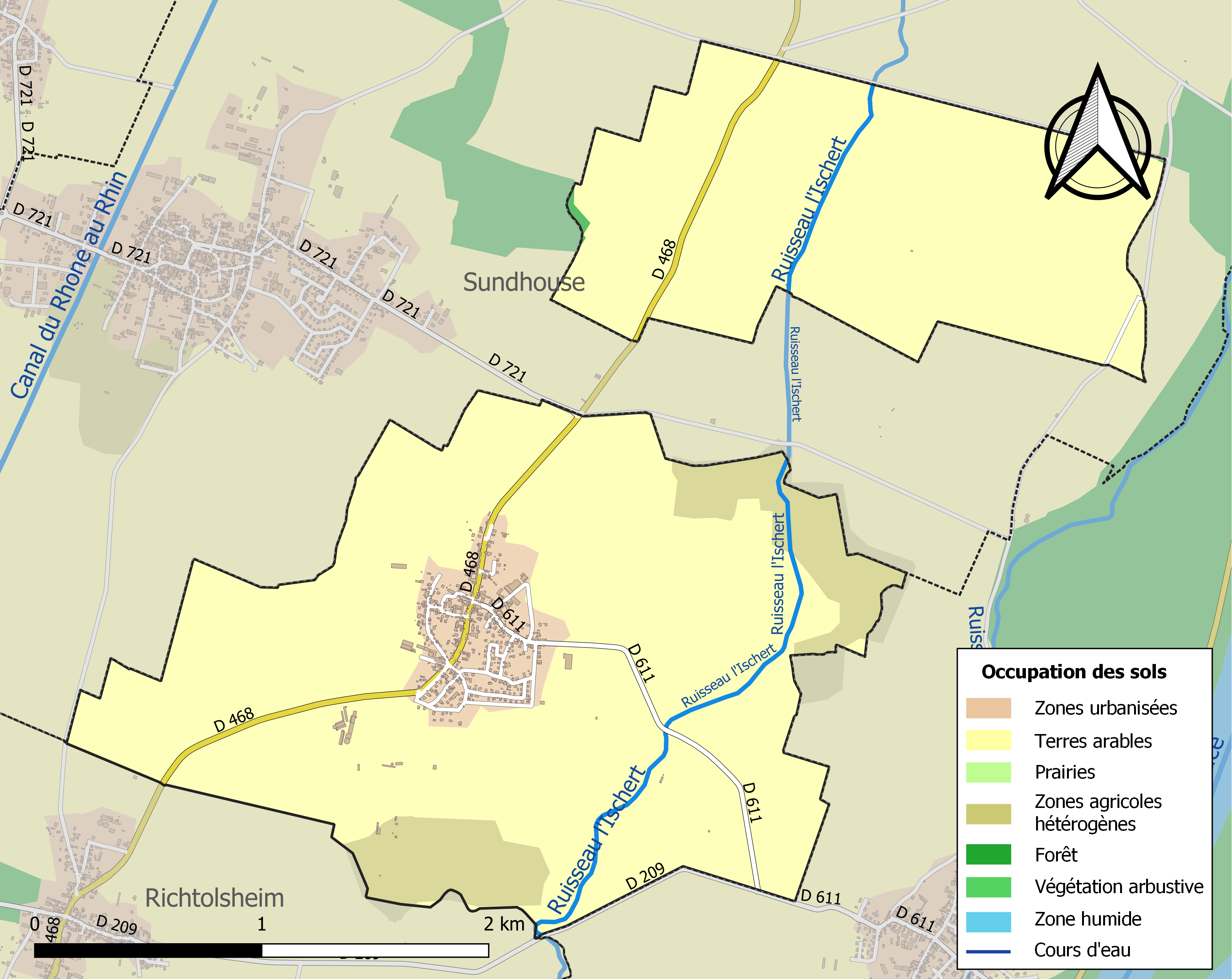
Carte des infrastructures et de l'occupation des sols de la commune en 2018 (CLC).

## Toponymie
Le village est mentionné pour la première fois en 759 sous le nom de « Saxones ». Il évolue par la suite en Saxinheim, Sachsenheim, Saase, Saase et enfin Saasenheim. Ce nom fait probablement référence à l’ethnie réelle ou supposée des habitants du Haut Moyen Âge, qui auraient été des Saxons venus de l’autre côté du Rhin.

## Histoire
L'occupation du site remonte aux Mérovingiens comme l'atteste un cimetière découvert sur la commune. Cette découverte relève plutôt d'une colonisation planifiée des environs de Saasenheim.
À partir de 1244, le village fait partie des biens de la famille des Ribeaupierre en même temps que les villages de Schœnau et de Linkenheim. Le 14 mars 1270, l'église de Saasenheim ainsi que les dîmes qui vont avec passent entre les mains des dominicains de Strasbourg. En 1360, le village est confié en fief aux Von Schoenau qui le conservent, avec une courte interruption en 1474 et 1499, jusqu'à la Révolution. Au XIVe siècle, une partie du village passe en fief aux Autrichiens, qui le confient en fief à la famille noble des Andlau.
Entre Saasenheim et Rhinau, il existait deux villages qui ont entièrement disparu, ce sont Linckenheim et Biblosheim. Linckenheim appartenait aux nobles de Schœnau. La tradition dit que ces deux villages ont été entièrement rasés durant la guerre de Trente Ans.
Le 8 novembre 1445, les Armagnacs détruisent le village et soumettent la population à des cruautés incroyables. Avec la guerre des paysans, une grande partie de la population de Saasenheim font cause commune avec les paysans venus de Kaiserstuhl qui se dirigent, sous le commandement de Jean Wagner de Rhinau, vers le couvent d'Ebersmunster qu'ils dévastent et incendient. Ils y établissent leur quartier général et font route vers Scherwiller prêts à en découdre avec les troupes lorraines venues mater la rébellion. Plus de 6 000 paysans laisseront leur vie dans ces affrontements.
En 1852, des inondations font d'énormes dégâts dans la commune. Les maisons sont reconstruites grâce à la générosité de l'empereur. Au cours du XIXe siècle, la localité connaît un début d'activité industrielle de tricotage et de préparation du chanvre. Au cours de la Première Guerre mondiale, en 1914, 99 citoyens de Sassenheim sont contraints de porter l'uniforme allemand. En 1922, la commune est entièrement électrifiée. En 1939, une partie de la population est évacuée à Salignac et Cazoules (Dordogne). En juin 1940, Saasenheim subit de plein fouet l'offensive allemande. En 1942, 64 incorporés de force sont obligés de servir dans l'armée allemande. Le village est libéré le 2 février 1945 après de durs combats entre les troupes américaines et allemandes épaulées par le 2e G.T.M (2e groupe de tabors marocains = tirailleurs marocains).

## Politique et administration

### Élections municipales et communautaires
| Période                                  | Période   | Identité          | Étiquette | Qualité      |
| ---------------------------------------- | --------- | ----------------- | --------- | ------------ |
| Les données manquantes sont à compléter. |           |                   |           |              |
| mars 2001                                | mars 2008 | Jean Paul Fahrner | SE        |              |
| mars 2008                                | mai 2020  | Norbert Lombard   | SE        |              |
| mai 2020                                 | En cours  | Anne-Marie Neeff  | DVD       | Agricultrice |

### Jumelages
Saasenheim est jumelée depuis 1998 avec deux communes du département de la Dordogne : Cazoulès et Salignac-Eyvigues.

## Population et société

### Démographie
L'évolution du nombre d'habitants est connue à travers les recensements de la population effectués dans la commune depuis 1793. Pour les communes de moins de 10 000 habitants, une enquête de recensement portant sur toute la population est réalisée tous les cinq ans, les populations de référence des années intermédiaires étant quant à elles estimées par interpolation ou extrapolation. Pour la commune, le premier recensement exhaustif entrant dans le cadre du nouveau dispositif a été réalisé en 2007.

En 2022, la commune comptait 578 habitants, en évolution de −4,15 % par rapport à 2016 (Bas-Rhin : +3,17 %, France hors Mayotte : +2,11 %).
| 1793 | 1800 | 1806 | 1821 | 1831 | 1836 | 1841 | 1846 | 1851 |
| ---- | ---- | ---- | ---- | ---- | ---- | ---- | ---- | ---- |
| 336  | 334  | 396  | 450  | 540  | 534  | 563  | 628  | 600  |

| 1856 | 1861 | 1866 | 1871 | 1875 | 1880 | 1885 | 1890 | 1895 |
| ---- | ---- | ---- | ---- | ---- | ---- | ---- | ---- | ---- |
| 560  | 571  | 556  | 564  | 498  | 479  | 479  | 499  | 511  |

| 1900 | 1905 | 1910 | 1921 | 1926 | 1931 | 1936 | 1946 | 1954 |
| ---- | ---- | ---- | ---- | ---- | ---- | ---- | ---- | ---- |
| 505  | 518  | 506  | 439  | 441  | 442  | 445  | 414  | 389  |

| 1962 | 1968 | 1975 | 1982 | 1990 | 1999 | 2006 | 2007 | 2012 |
| ---- | ---- | ---- | ---- | ---- | ---- | ---- | ---- | ---- |
| 435  | 424  | 447  | 447  | 458  | 479  | 567  | 579  | 603  |

| 2017 | 2022 | - | - | - | - | - | - | - |
| ---- | ---- | - | - | - | - | - | - | - |
| 600  | 578  | - | - | - | - | - | - | - |

## Culture locale et patrimoine

### Lieux et monuments

#### Église Saint Jean-Baptiste
L'église a ceci de particulier c'est qu'elle ne se trouve pas au milieu du village, mais un peu plus à l'écart en raison des fréquentes inondations. Église remontant au XVIIIe et XIXe siècles et construite en grès des Vosges. L'église possède un mobilier intéressant : une piéta de style gothique, un triptyque du début du XVIe siècle, un orgue datant de la fin du XVIIIe siècle construit par Martin Bergantzel. L'église médiéval originelle a été remplacée, dans la première moitié du XVIIIe siècle, par le grand vaisseau de style baroque, ainsi que le clocher-chœur et l'abside polygonale, en 1892 et par un clocher à façade et un nouveau chœur à pans coupés.

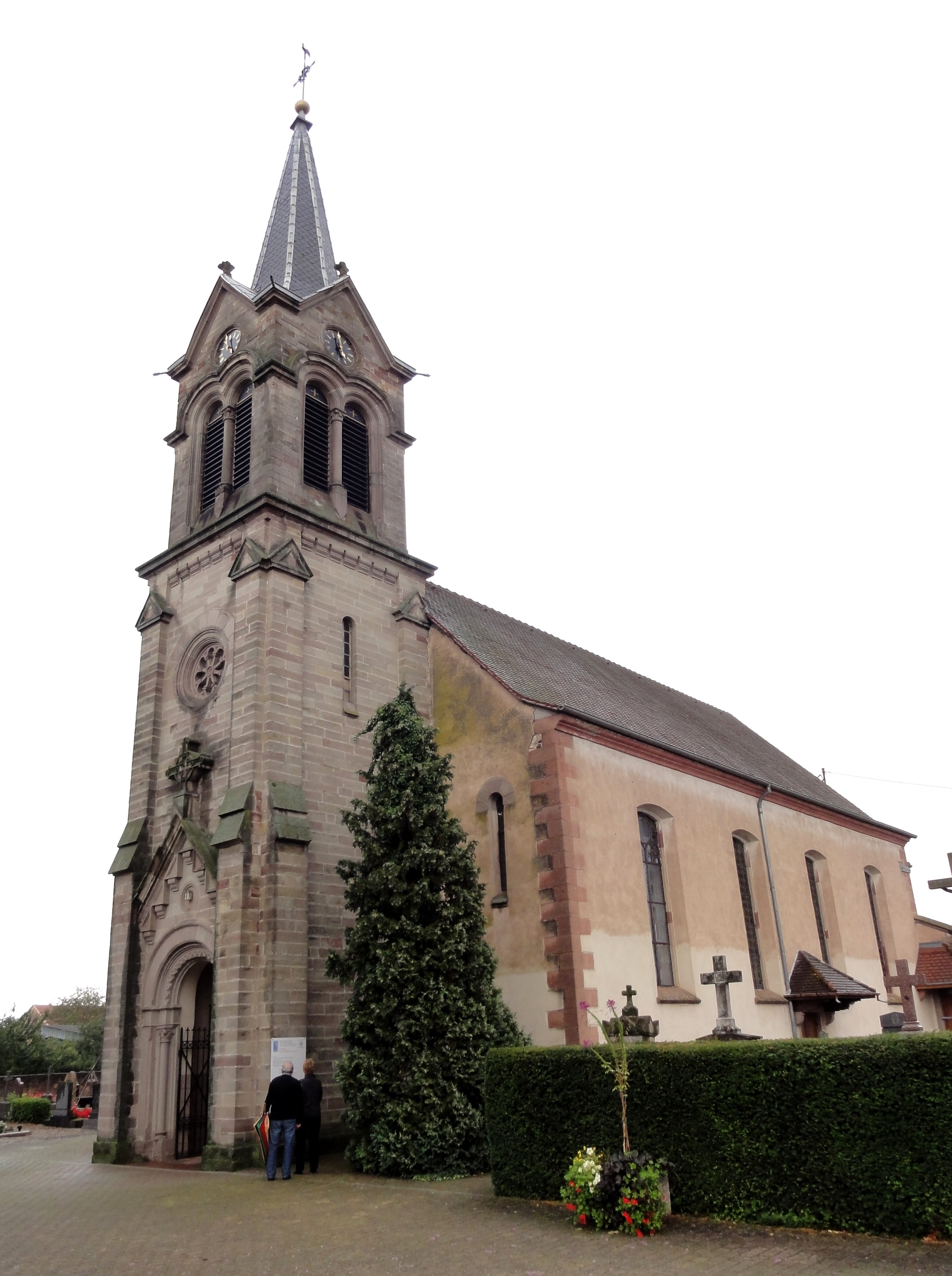
Église Saint-Jean-Baptiste.
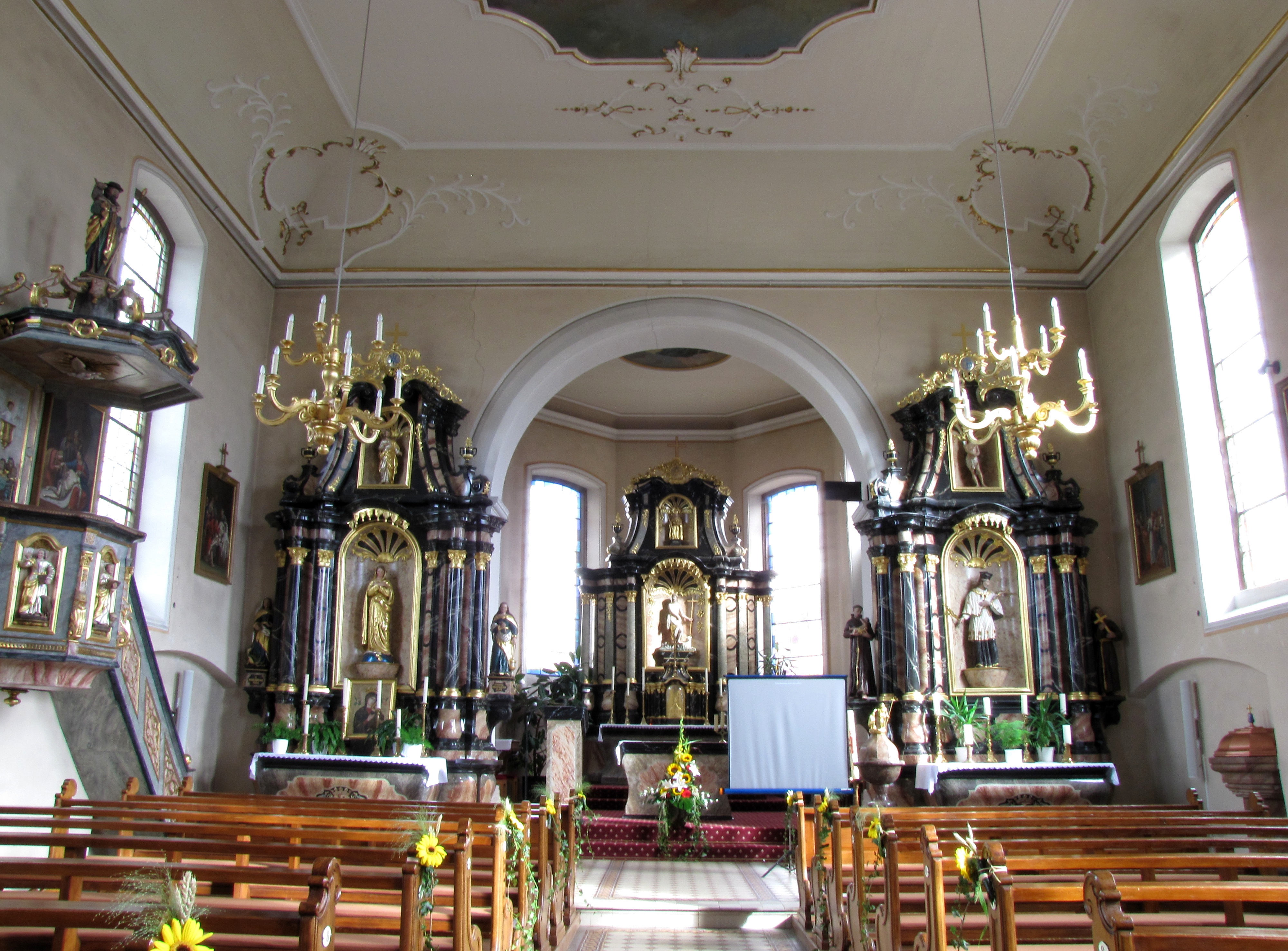
Vue intérieure de la nef vers la chœur avec la chaire et les autels (XVIIIe).
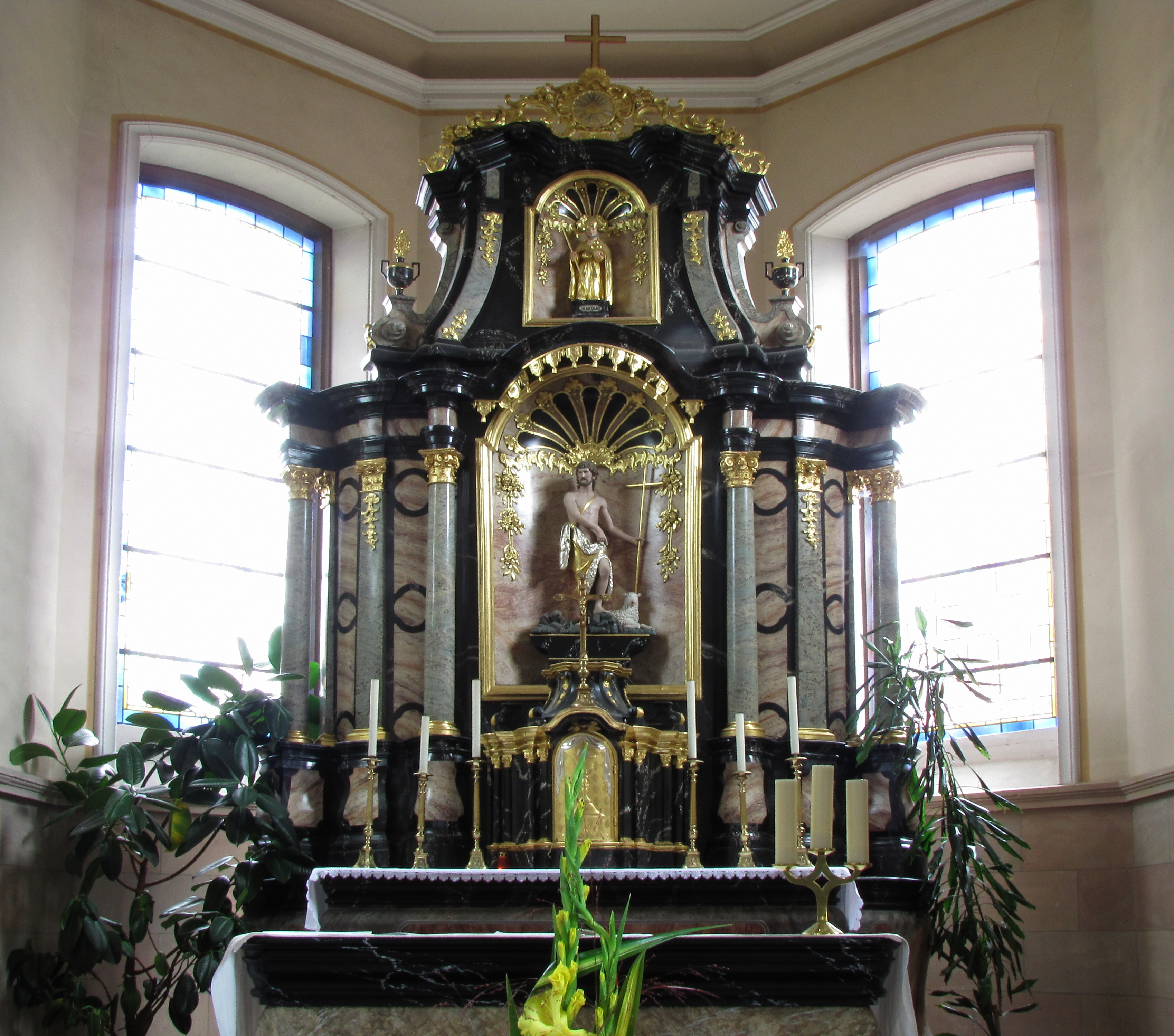
Maître-autel (XVIIIe).
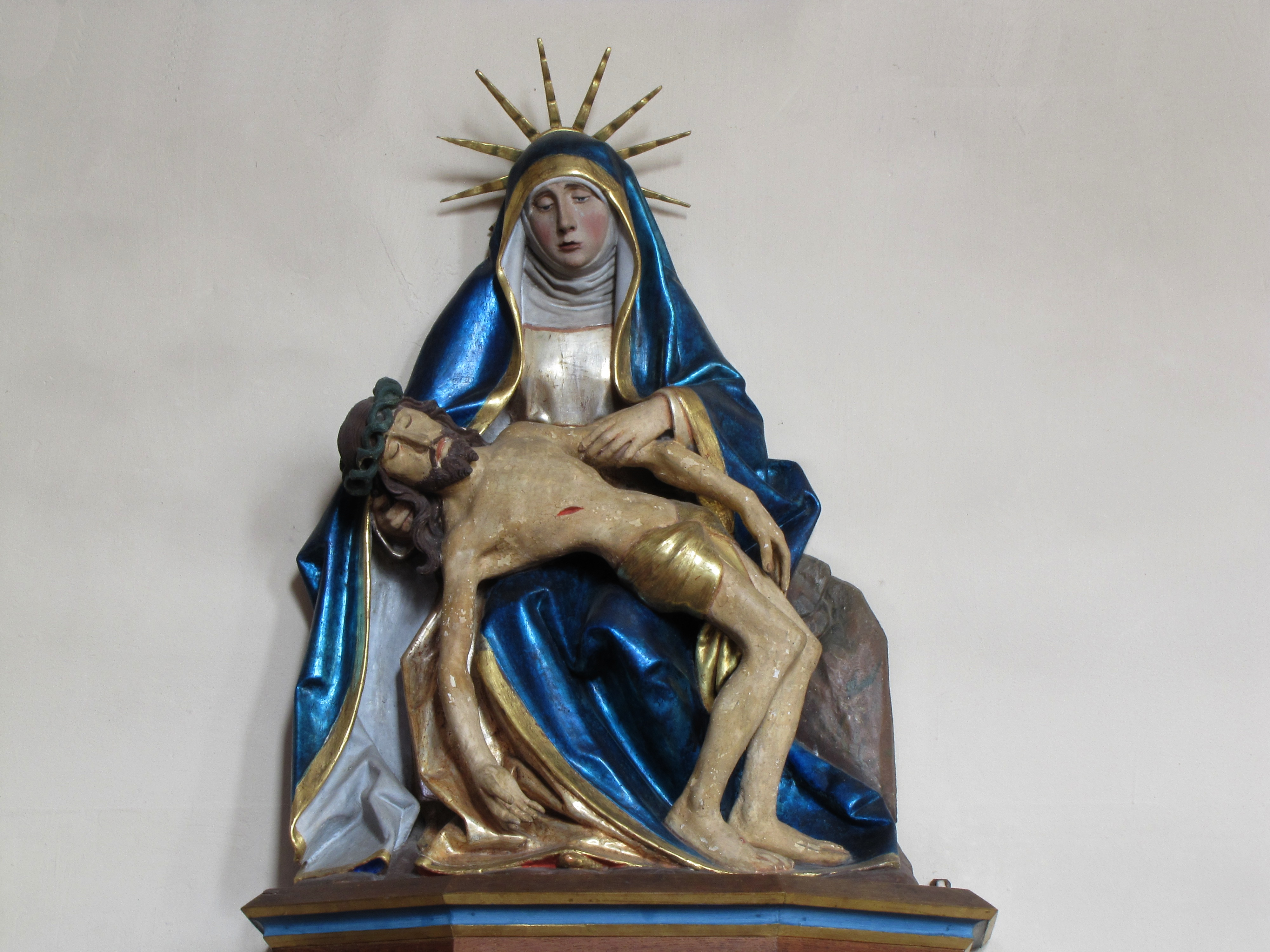
Vierge de Pitié (XVe-XVIe).
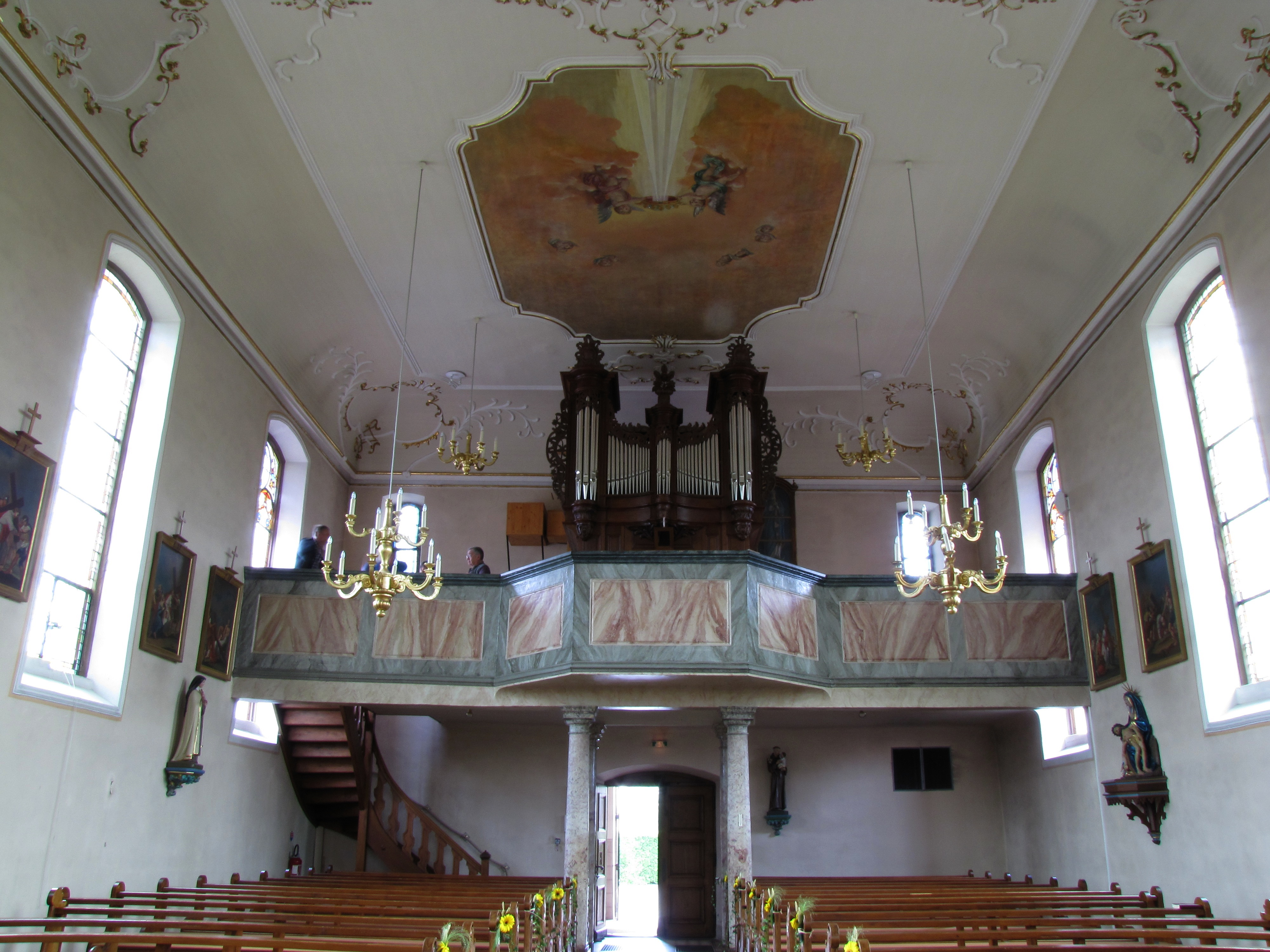
Vue intérieure de la nef vers la tribune d'orgue.
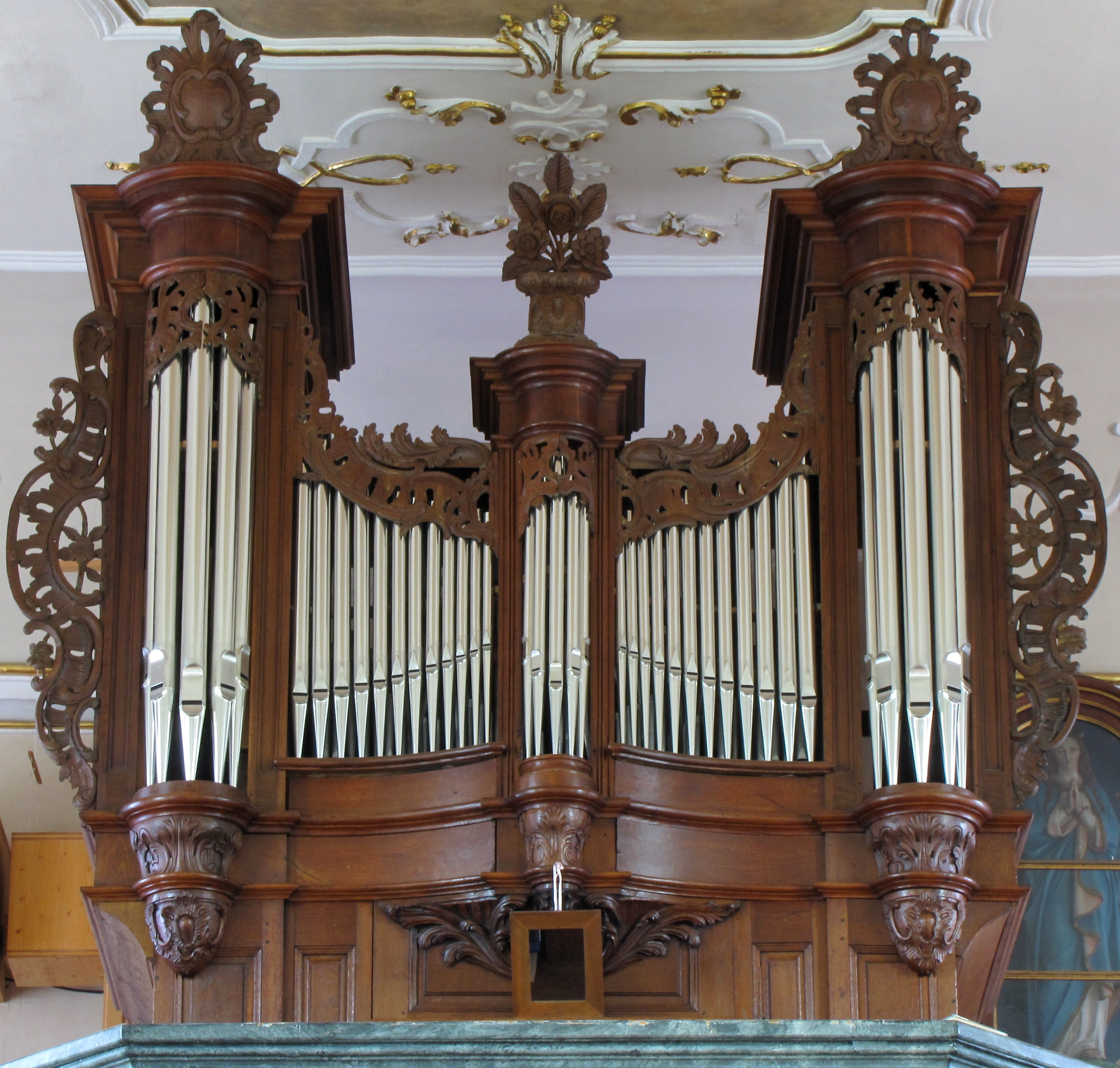
Orgue de tribune Bergäntzel (1777).

#### Crucifix de 1828

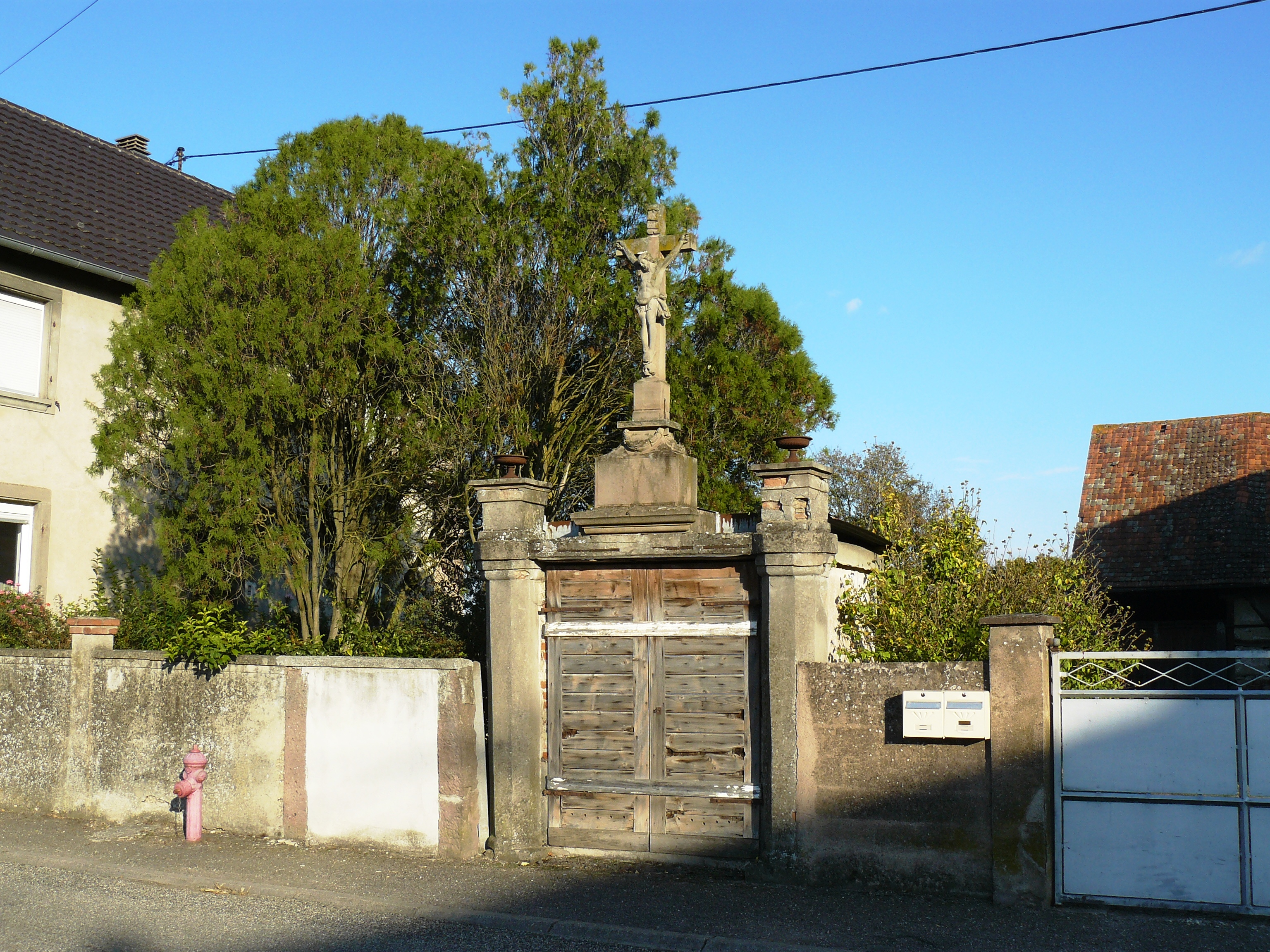
Crucifix de 1828 installé sur une chapelle fermée.

Ce crucifix de facture assez rustique se trouve sur le toit d'une chapelle fermée que l'on rencontre assez fréquemment dans le Ried. Avec ces deux éléments de la foi chrétienne on a voulu associer deux symboles de la piété rurale.

#### Grotte du Steinbreit
En 1908, la famille d'Émile Vogel érige une grotte dans la forêt familiale du Steinbreit, face au stade de football, pour remercier la Vierge Marie d'avoir guéri le cadet des enfants, Émile Canisius Vogel (1898-1967), atteint d'un mal incurable à l'âge de 10 ans. Pour ériger l'édifice, Ignace Schwoerer, originaire de Saasenheim, fit venir des pierres du Kaiserstuhl avec des attelages de chevaux. Le maître maçon de Villé, ami d'Émile Vogel père, a maçonné l'ensemble qui sera orné d'une statue de la Vierge. Cette madone sera régulièrement fleurie par des mains anonymes. En 1938, la statue disparaît mystérieusement. Après plusieurs semaines de recherche, la Vierge réapparaît, repeinte par un artiste peintre de Marckolsheim, qui avait décidé de son propre chef de mener une petite restauration sur la statue. Depuis lors, famille et amis continuent de fleurir et vénérer la Vierge Marie.

### Héraldique
| Blason de Saasenheim | Blason  | D'or au trèfle de sinople, à la bordure de gueules. |
| Blason de Saasenheim | Détails |                                                     |